# Безмълвно
„Безмълвно“ (на английски: Speechless) е американска романтична комедия от 1994 г. на режисьора Рон Ъндърууд, по сценарий на Робърт Кинг. Във филма участват Майкъл Кийтън, Джина Дейвис (която също е копродуцент на филма със съпруга й, режисьора Рени Харлин), Бони Беделия, Ърни Хъдсън и Кристофър Рийв.